# علي فياض (لاعب كرة قدم)
علي عبد الحسن فياض (22 مارس 1991) هو لاعب كرة قدم لبناني سابق لعب كلاعب خط وسط. وهو مؤسس ورئيس نادي مشجعي نادي ريال مدريد اللبناني «بينا مدريدستا بيروت».

## مسيرة النادي
بدأ مسيرته المهنية مع نادي العهد في عام 2009. فاز بلقبين في الدوري اللبناني الممتاز وكأس الاتحاد اللبناني وكأس السوبر اللبناني مرة واحدة خلال عامين. ثم انضم إلى نادي المبرة على سبيل الإعارة قبل موسم 2011-12. ثم إنتقل إلى الراسينغ بيروت في عام 2011، وسجل هدفه الأول في يناير 2014 ضد نادي التضامن صور.
غادر نادي الراسينغ في سبتمبر 2015 وانضم إلى شباب غازية في أكتوبر 2015 بعقد لمدة عام واحد، وسجل في أول لمسة له أمام نادي السلام زغرتا في 17 أكتوبر 2015. لعب أيضًا مع نادي الحكمة في دوري الدرجة الثانية 2016-2017، ولعب مع نادي الشباب العربي الذي اعتزل معه في عام 2017 بسبب مشاكل متعلقة بالإصابة.

## مسيرته الدولية
مثل لبنان دوليًا في منتخب لبنان تحت 19 عامًا في عام 2009.

## مسيرة ما بعد اللعب
أسس نادي «بينا مدريدستا بيروت» في عام 2017، وهو نادٍ لمشجعي ريال مدريد في لبنان. كان له دور مهم في تنظيم مباراة ودية بين ريال مدريد وبرشلونة «الكلاسيكو» في لبنان في نفس العام. انضم نادي المشجعين رسميًا إلى ريال مدريد في ديسمبر 2020.

## نشاطات أخرى
كان المحرر الرئيسي لفيلم يوسف، وهو فيلم روائي طويل صدر عام 2021 أخرجه شقيقه كاظم فياض. حاز الفيلم على جائزة لجنة التحكيم الخاصة في مهرجان الفيلم الآسيوي العالمي، وكان أفضل عمل سينمائي في مهرجان الإسكندرية السينمائي الدولي.

## الإنجازات

### نادي العهد
- الدوري اللبناني الممتاز: 2009-10 و2010-11
- كأس الاتحاد اللبناني لكرة القدم: 2010-11
- كأس النخبة اللبنانية: 2010
- كأس السوبر اللبناني: 2010

## روابط خارجية
- علي فياض على موقع Soccerway.com (الإنجليزية)
- علي فياض على موقع كووورة